# جوزيف دوايت سترونج
جوزيف دوايت سترونج (بالإنجليزية: Joseph Dwight Strong)‏ هو رسام أمريكي، ولد في 15 سبتمبر 1853 في كونيتيكت في الولايات المتحدة، وتوفي في 5 أبريل 1899 في سان فرانسيسكو في الولايات المتحدة.